# الأزمة الدستورية في مالاوي 2012
الأزمة الدستورية في مالاوي حدثت في الفترة من 5 أبريل 2012 إلى 7 أبريل 2012 بعد أن فشل أعضاء كبار في مجلس الوزراء بقيادة الحزب الديمقراطي التقدمي في إخطار الجمهور بوفاة الرئيس الحالي بينجو وا موثاريكا في 5 أبريل. عقدت اجتماعات في ليلونغوي عاصمة مالاوي دون نائب الرئيس جويس باندا بهدف تقويض الدستور وخلافة باندا للرئاسة. ومع ذلك انتشرت الأخبار التي تؤكد وفاته بسرعة في جميع أنحاء البلاد (وإلى الشتات الملاوي) من خلال الكلام الشفوي، والرسائل النصية عبر الهاتف المحمول، والمدونين الملاويين، وعبر منصات تويتر وفيسبوك، وقوائم البريد الإلكتروني بحلول نهاية يوم 5 أبريل 2012. لذلك أدى عدم إعلان وفاته إلى تكهنات حول صحة الرئيس الحقيقية وما إذا كان سيتم اتباع إجراءات الخلافة على النحو المبين في الدستور. وفقًا للدستور يتولى نائب الرئيس السلطة ولكن لم ترد أي كلمة رسمية بشأن من يخلفه أو الاتصال بنائب الرئيس. وسط تكهنات متزايدة أعلن مجلس الوزراء أن شقيق الرئيس بيتر موثاريكا وزير الخارجية هو الرئيس الجديد للحزب في 6 أبريل. أعلن مجلس الوزراء وفاته بعد يومين من وفاته، وبعد ذلك أصبحت باندا أول رئيسة لملاوي.

## خلفية
بدأ الرئيس بينغو وا موثاريكا على نحو متزايد في تعزيز سلطته خلال فترة ولايته الثانية. وقام بتهيئة شقيقه بيتر موثاريكا المحامي ووزير الخارجية خلفا له. هذا يعني أنه تجاوز نائبه الحالي جويس باندا لكنه توقع منه أن يدعم هذا العرض. بدلاً من ذلك تسبب موثاريكا في نشوء فصائل داخل حزبه الديمقراطي التقدمي وطرد باندا والنائب الثاني للرئيس خومبو كاشالي من منصبيهما في الحكومة والحزب في عام 2010. ووفقًا لدستور ملاوي، عزل نائب الرئيس تتطلب عملية إقالته أغلبية أعضاء الجمعية الوطنية. لذلك أعلنت محكمة ملاوي أن هذا العمل غير دستوري. وأعلنت المحكمة أنه بإمكانه طرد باندا من حزبه ولكن ليس من الحكومة لأن عملية عزل هذه المناصب كانت مختلفة. يمكن عزل نائب رئيس الحزب وفقًا للعملية الداخلية لهذا الحزب. لا يمكن عزل نائب الرئيس الذي يتم التصويت عليه لمنصب الرئاسة إلا من خلال عملية عزل تتمت الموافقة عليه قانونًا. على هذا النحو تم اعتبار باندا نائب الرئيس القانونية على الرغم من أنه لم يكن أيضًا نائب رئيس الحزب الديمقراطي التقدمي. كان موثاريكا يعلم أنه لن يحصل على الأغلبية في البرلمان بسبب وجود فصائل داخل الحزب على خلافة الرئاسة، ولذلك قام بإحباط باندا لإجبارها على الاستقالة من منصب نائب الرئيس. رفضت الاستقالة واستمر في منصبه كنائب لرئيس الدولة، رغم تعرضه للإكراه والمضايقات المستمرة. تم تغيير التفاصيل الأمنية الخاصة به وتم إعادة توجيه العديد من امتيازاتها إلى شقيق موثاريكا بيتر. ثم شكل باندا حزبًا سياسيًا جديدًا، هو حزب الشعب في عام 2011.

### الدستور
وفقًا للمادة 83، القسم الفرعي 4 من دستور ملاوي: "عندما يكون هناك منصب شاغر وهو منصب الرئيس، يتولى النائب الأول للرئيس هذا المنصب لما تبقى من المدة ويعين شخصًا آخر للعمل كنائب أول للرئيس للفترة المتبقية.

## رد فعل دولي
أعربت الولايات المتحدة وهي إحدى الجهات المانحة لمالاوي عن انزعاجها من الصمت الرسمي وقالت إنها واثقة من الالتزام بالدستور وخرجت لدعم باندا. للخلافات الدستورية تأثير مباشر على تمويل المانحين في ملاوي. كيث سومرفيل صحفي محترف في بي بي سي ومحاضر زائر في جامعة كنت وصف الأزمة المالية الدولية لملاوي: "بريطانيا هي المانح الثنائي الرئيسي لملاوي وكان من المتوقع أن تقدم مساعدات بقيمة 90 مليون جنيه إسترليني في عام 2011، قبل تمزق العلاقات، وخفضت الحكومة الألمانية مساهمتها في دعم الميزانية إلى النصف في عام 2011، وامتنعت مؤسسة تحدي الألفية التابعة للحكومة الأمريكية عن منحة بقيمة 350 مليون دولار لإعادة تأهيل شبكة الطاقة المتعثرة في ملاوي. وتمثل مساعدة المانحين 40 في المائة من الميزانية الوطنية لملاوي. وقد وضعت حكومة الولايات المتحدة بالفعل بيان إيجابي يقول: "باتباع الإجراءات الدستورية لهذا الانتقال، أعادت حكومة وشعب ملاوي تأكيد التزامهما بالمبادئ الديمقراطية ... نحن نقف مع شعب ملاوي خلال فترة الحداد، ونتطلع إلى تعميق الشراكة بين دولنا".

## ما بعد الأزمة
في يناير 2013 نشرت لجنة تحقيق تقريرًا من 90 صفحة حول الأحداث المحيطة بوفاة موثاريكا. في 10 مارس بدأت الشرطة في اعتقال ستة أشخاص في منتصف الليل وآخرين يُزعم تورطهم. شمل ذلك ستة أعضاء في منتصف الليل وهم: باتريشيا كالياتي وهنري موسى وكوندواني نانخوموا. وضمت أيضا بيتر موثاريكا شقيق الرئيس موثاريكا وغودال جوندوي وزير التنمية الاقتصادية والسكرتير الرئيسي برايت مساكا. وأثارت الاعتقالات احتجاجًا من أنصار الحزب الديمقراطي التقدمي في بلانتير الذين حطموا السيارات ودمروا الممتلكات. وتفرق الجموع بالغاز المسيل للدموع. بحلول 13 مارس تم اعتقال اثني عشر مسؤولاً رفيع المستوى، من بينهم الوزراء السابقون هنري موسى وسيمون فوا كوندا وجان كاليراني وباتريشيا كالياتي وكوندواني نانكهوموا ونائب السكرتير العام للحكومة ونيكتون مورا ودنكان مواباسا.